# Iulia Caesaris
Iulia Caesaris (n. 73 î.Hr., Roma, Republica Romană – d. august 54 î.Hr.) a fost unica fiică legitimă a lui Iulius Cezar și a soției sale Cornelia Cinna Minor. Aceasta a devenit a patra soție a lui Pompeius, renumită fiind pentru frumusețea și inteligența sa.